# ヴァイオリンソナタ (ショスタコーヴィチ)
ヴァイオリンソナタ ト長調（ト短調）作品134は、ソビエト連邦の作曲家、ドミートリイ・ショスタコーヴィチが1968年に作曲したヴァイオリンとピアノのためのソナタである。

## 概要
ショスタコーヴィチのヴァイオリンのための作品は、本作のほかに協奏曲が2曲あり、合わせて3曲が残されているが、それらはヴァイオリニストのダヴィッド・オイストラフを念頭に書かれている。ヴァイオリン協奏曲第1番と第2番に次ぐこのヴァイオリンソナタは、オイストラフの60歳の記念として、1968年8月21日から10月23日にかけて作曲された。
ショスタコーヴィチはオイストラフの誕生日である9月30日までに仕上げようと8月21日にレーピノで作曲に着手したが、誕生日までに間に合わず、結果的に10月23日に完成した（もともとは1967年に作曲されたヴァイオリン協奏曲第2番がそのための作品であったのだが、ショスタコーヴィチはオイストラフの誕生日を1年勘違いしていたため、もう一度作り直したという説もある）。
初演は同年中に行われる予定であったが、オイストラフのスケジュールが合わないこともあって延期となり、翌年の1969年5月3日にモスクワ音楽院大ホールで、オイストラフのヴァイオリン、スヴャトスラフ・リヒテルのピアノによって行なわれた。

## 曲の構成
3つの楽章から構成される。約31分
第1楽章 アンダンテ（Andante）
ト長調、ソナタ形式だがかなり自由な形式で書かれている。冒頭のピアノで静かに弾かれる4度音程中心の上行音型は、全曲の性格を決める基本的な要素であり、4オクターヴにわたり大きく起伏する。ヴァイオリンがDSCH音型の第1主題を呈示すると、2つの音型が組み合わされて発展してから、ヴァイオリンの重音によるスタッカートの第2主題が現れ、4度音程を中心に展開される。
第2楽章 アレグレット（Allegretto）
4分の4拍子、スケルツォで変ホ短調のロンド主題による楽章。ヴァイオリンの力強い主題で開始され、ピアノが第1楽章第2主題の音型を強調する。
第3楽章 ラルゴ - アンダンテ - ラルゴ（Largo - Andante - Largo）
4分の4拍子、変奏曲形式による楽章。バロック時代におけるフランス風序曲を思わせる荘厳な序奏（ピアノとヴァイオリンによる激しい付点音符が強く奏されるラルゴの導入部）で開始される。8小節の序奏に続き、アンダンテとなってヴァイオリンがピッツィカートで第1主題（古い変奏主題で、十一半音を含む教会旋法を連想させる）を強く奏し、これをピアノが受け継いで変奏される。第2主題はヴァイオリンの弱奏による。音楽は次第に静まってゆき、ベルクのヴァイオリン協奏曲の十二音技法に似た推移句を経て、結尾は序奏の回想を交えながら第1楽章の結尾と同じく静かに消え去る。

## 編成
ヴァイオリン、ピアノ